# Ruyschia

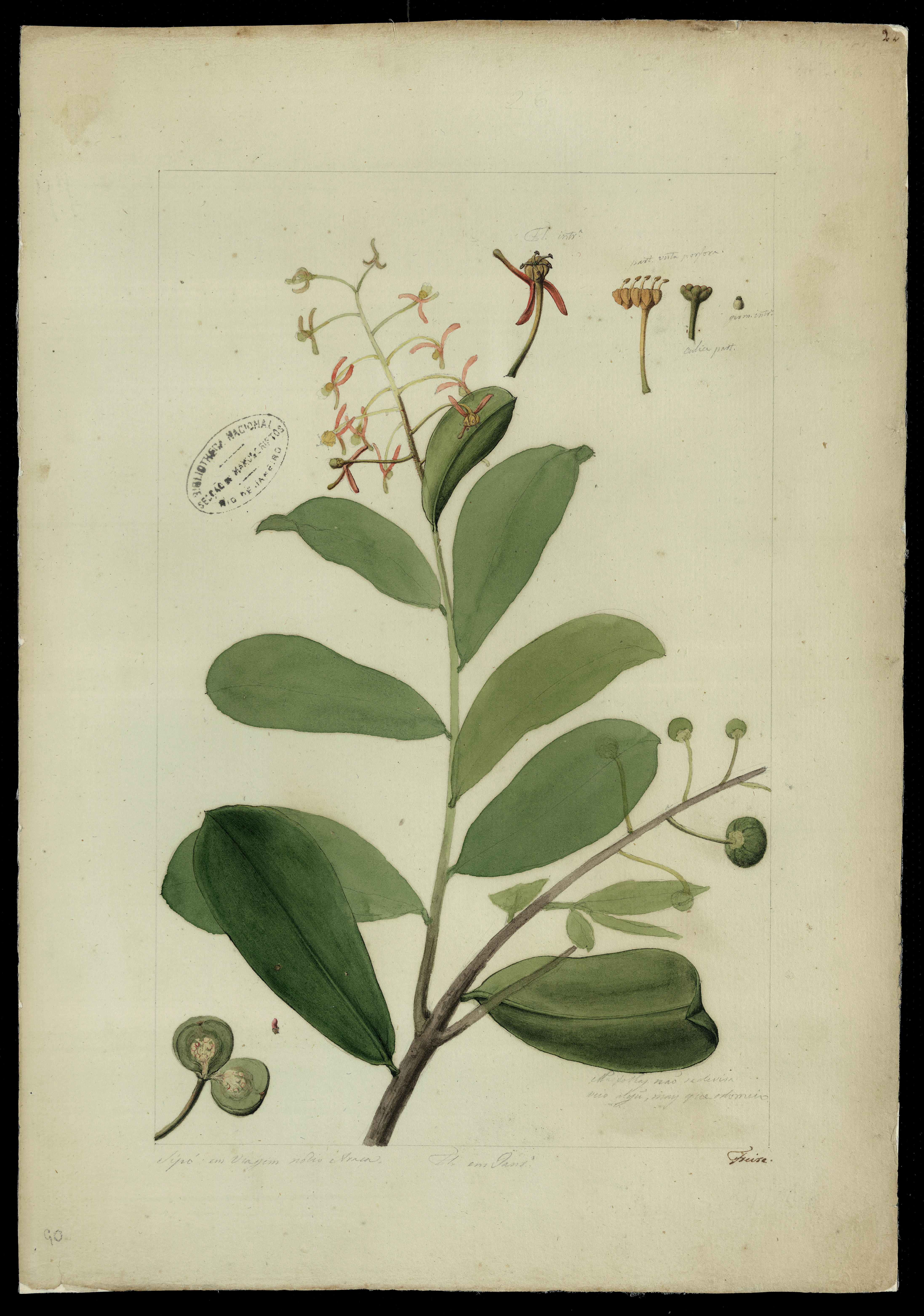

Die Ruyschia sind eine Pflanzengattung aus der Familie der Marcgraviaceae mit neun Arten. Die Gattung ist nach dem niederländischen Anatomen und Botaniker Frederik Ruysch (1638–1731) benannt.

## Beschreibung
Ruyschia sind kletternde Sträucher oder Lianen. Die Blätter sind kurzgestielt. Die Blütenstände bilden dichte, vielblütige Trauben aus 20 bis 30 (selten bis 50) Blüte. Die Blüten sind klein, kurzgestielt, die Nektarien sind klein, ungestielt, bis zu halbrund oder annähernd rund, setzen am Ansatz der Blüten oder an der oberen Hälfte des Blütenstiels an und sind meist fest.
Die Kronblätter sind unverwachsen oder nur am Ansatz schwach verwachsen. Es gibt drei oder fünf Staubblätter, die Staubfäden sind verwachsen mit dem Ansatz der Kronblätter, die Narbe ist köpfchenförmig. Die Fruchtknoten sind zweikammerig, es gibt bis zu zwanzig Samenanlagen.

## Verbreitung
Die Gattung ist neuweltlich, sie ist in den höheren Lagen Mittelamerikas und der nördlichen Anden zu finden, strahlt aber aus bis auf die Kleinen Antillen.

## Systematik
Die Gattung enthält neun Arten:
- Ruyschia andina de Roon: Sie kommt im südlichen Ecuador und im westlichen Bolivien vor.[4]
- Ruyschia clusiifolia Jacq.: Sie kommt von den Kleinen Antillen bis Trinidad vor.[4]
- Ruyschia enervia Lundell: Sie kommt von Mexiko bis Costa Rica vor.[4]
- Ruyschia moralesii Hammel: Sie kommt nur in Costa Rica vor.[4]
- Ruyschia pavonii G.Don: Sie kommt von Kolumbien bis Peru vor.[4]
- Ruyschia phylladenia Sandwith: Sie kommt von Costa Rica bis Kolumbien vor.[4]
- Ruyschia pilophora Triana & Planch.: Sie kommt von Kolumbien bis ins westliche Bolivien vor.[4]
- Ruyschia tremadena (Ernst) Lundell: Sie kommt von Panama bis Venezuela vor.[4]
- Ruyschia valerioi Standl.: Sie kommt im südwestlichen Costa Rica vor.[4]
- Ruyschia viridiflora (Ernst) Lundell: Sie kommt in Venezuela vor.[4]

## Nachweise
- S. Dressler: Marcgraviaceae. In: Klaus Kubitzki (Hrsg.): The Families and Genera of Vascular Plants. Volume 6: Flowering Plants, Dicotyledons: Celastrales, Oxalidales, Rosales, Cornales, Ericales. Springer, Berlin / Heidelberg / New York 2004, ISBN 3-540-06512-1, S. 258–265 (englisch, eingeschränkte Vorschau in der Google-Buchsuche).
- Umberto Quattrocchi: CRC World Dictionary of Plant Names: Common Names, Scientific Names, Eponyms, Synonyms, and Etymology. CRC Press, 2000, ISBN 0-8493-2676-1, S. 2356.